# Walpurgis Rites - Hexenwahn
Albums de Belphegor
Bondage Goat Zombie
(2008) Blood Magick Necromance
(2011)
Walpurgis Rites - Hexenwahn est le huitième album du groupe de black metal autrichien Belphegor. L'album est sorti le 9 octobre 2009 sous le label Nuclear Blast Records.
Le titre Walpurgis Rites est disponible sur la page Myspace du groupe depuis le 25 août.
Le 1er octobre, le groupe a mis en ligne la vidéo de leur titre Der Geisterstreiber.

## Musiciens
- Helmuth - Chant, Guitare
- Morluch- Guitare
- Serpenth - Basse
- Nefastus - Batterie

## Liste des morceaux
| No | Titre                        | Durée |
| -- | ---------------------------- | ----- |
| 1. | Walpurgis Rites              | 3:09  |
| 2. | Veneratio Diaboli - I Am Sin | 7:02  |
| 3. | Hail The New Flesh           | 5:32  |
| 4. | Reichswehr In Blood          | 4:36  |
| 5. | The Crosses Made Of Bone     | 4:26  |
| 6. | Der Geistertreiber           | 3:41  |
| 7. | Destroyer Hekate             | 3:37  |
| 8. | Enthralled Toxic Sabbath     | 4:33  |
| 9. | Hexenwahn - Totenkult        | 2:44  |